# 魏畅茂
魏畅茂（法語：Antoine-Pierre-Jean Fourquet；1872年3月6日—1952年2月18日）是天主教法國籍總主教及巴黎外方傳教會會士，在中国传教五十余年。曾任廣東廣州宗座代牧區宗座代牧（1923年-1946年）及广州总教区总主教（1946年-1947年）。

## 生平

### 早年生活
魏畅茂出生于1872年3月6日，在法蘭西第三共和國東比利牛斯省埃烏斯。他是农民的儿子，父亲安托万·富奎特44岁，母亲塞莱斯·卡尔蒙39岁。
他先後在普拉德小修院和佩皮尼昂大修院學習。1892年1月29日，魏暢茂加入巴黎外方傳教會。1896年2月29日，魏暢茂在23歲時晉鐸。從巴黎出發的那一天，魏暢茂神父按照巴黎外方傳教會傳統，在巴黎外方傳教會總部小聖堂祭台腳下，宣讀及簽署承諾被派遣傳福音。這個儀式正如1868年顧拜旦繪畫的《傳教士的離開》一樣。1896年4月8日，魏暢茂神父被派遣前往中國廣東省傳教。

### 在中華传教
傳教士的第一項工作是學習中文，以便應付聽告解和傳福音的需要。此外，還需要瞭解中華習俗風俗和心態，並遵守服裝的習俗。他和賁德馨神父被派到珠江沿岸的東莞縣山區傳教，在當地輿建教堂和醫治病人。他招募及培訓當地信徒助手傳教；先向民眾教授簡單教義，後再向魏神父口頭報告，讓他更容易向合適的村莊和家庭傳教。
于1899年，魏暢茂神父成為巴黎外方傳教會正式會士。同年9月29日，寫信法國魯西隆籌集資金，以重建上川島的聖方濟各沙勿略站紀念教堂。1900年爆發義和團事件，魏神父返回廣州擔任在珠江三角洲巡邏法國炮艦翻譯，並他藉此探訪各地堂區。
隨後，他被派到英屬香港大埔社山村建教堂和傳教，並與安吉麗娜修女和弗洛羅神父共同在廣州創立華人修女廣州無玷聖母修女會。1907年，廣州宗座代牧梅致遠主教任命他為宗座代牧區司庫和顧問，並管理安老院、聾啞院和盲人院。
1913年中華民國宣佈信仰自由，魏暢茂神父邀請臨時大總統孫中山到廣州石室耶穌聖心主教座堂參觀，並邀請他唱《讚美頌》。訪問中向孫中山介紹法國是人權和公民權利的故鄉，但在法國大革命時天主教會卻遭受迫害。

### 牧職

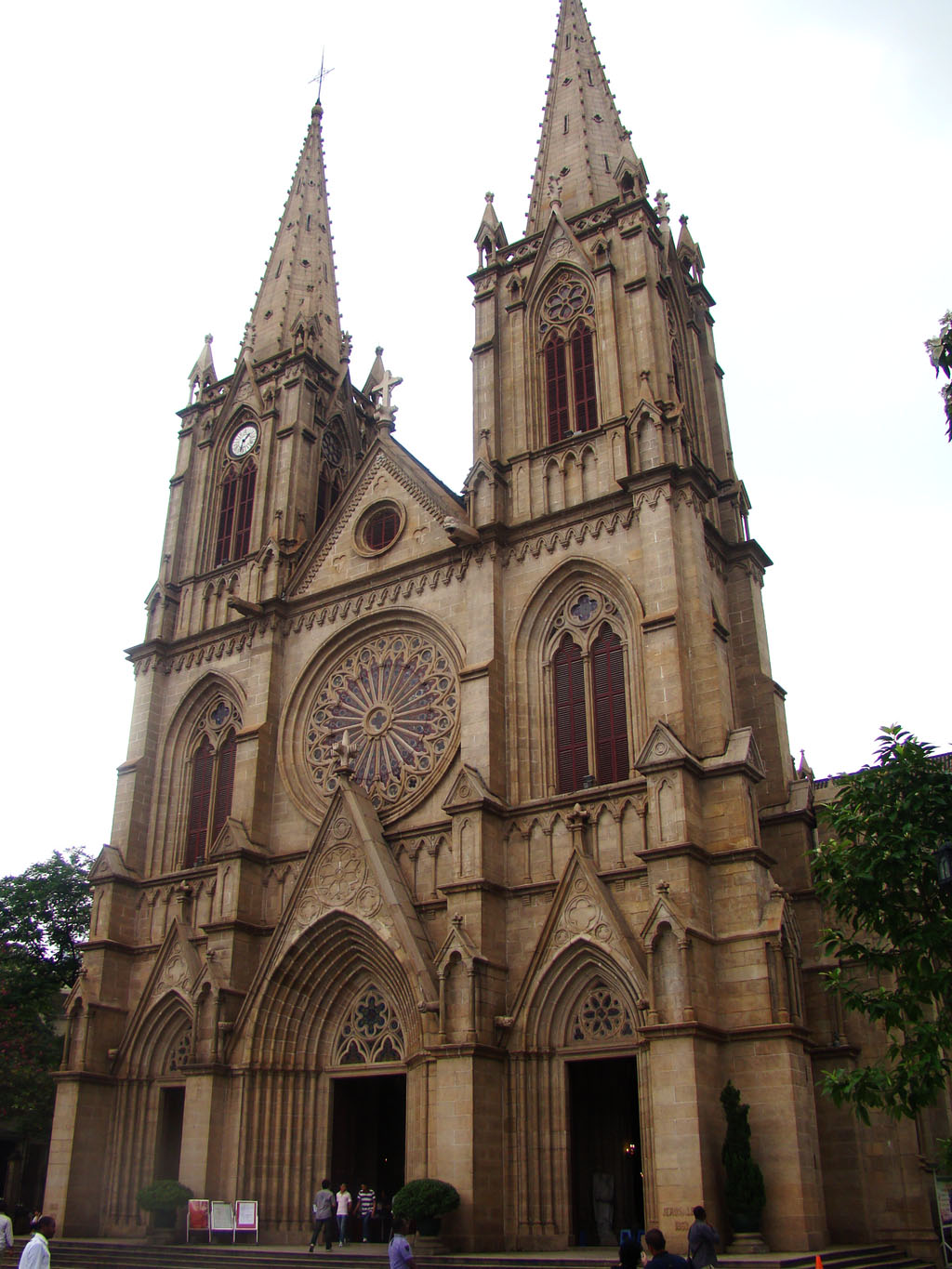
廣州石室耶穌聖心主教座堂

1915年梅致遠主教辭職，並任命魏暢茂神父出任臨時的宗座代牧署理。其間，魏神父開辦聖神女校，培養廣州年輕女孩。1918年2月19日，光若翰主教由四川建昌宗座代牧調任為廣州宗座代牧，魏神父擔任副主教。1921年3月，光若翰主教當選成為巴黎外方傳教會總會長。1923年2月20日，魏暢茂獲時任教宗庇護十一世任命為廣州宗座代牧區宗座代牧，領銜土耳其特米索尼奧教區主教。同年9月16日，在廣州石室耶穌聖心主教座堂由香港宗座代牧師多敏主教主禮，汕頭宗座代牧實茂芳主教和粵西海南宗座代牧俄永垂主教襄禮晉牧。
魏暢茂主教熱衷培訓本地神職人員，向教宗推薦任命楊福爵為輔理宗座代牧。1923年至1928年間的民國軍閥，迫使許多信徒逃到農村或國外。儘管遇到困難，魏暢茂主教仍繼續傳教，宗座代牧區平均每年有8,000人領洗。
1937年至1945年抗日戰爭期間, 1938年10月日軍佔領廣州，魏主教繼續保持宗座代牧區正常運作，並負責維持教會醫院和所有慈善機構的運作，總數超過8,000人。戰後國民政府授予魏暢茂主教金色勳章及廣州授予他名譽市民的頭銜，一把金鑰匙和一把銀鑰匙（保存在巴黎外方傳教會博物館內），以表彰他的奉獻精神及在日佔期間為廣東人的服務。
1946年4月11日，聖座在中國設立聖統制，廣州宗座代牧區升格為廣州總教區，屬於廣東教省，魏暢茂出任為廣州總教區首任總主教。

### 榮休及返國

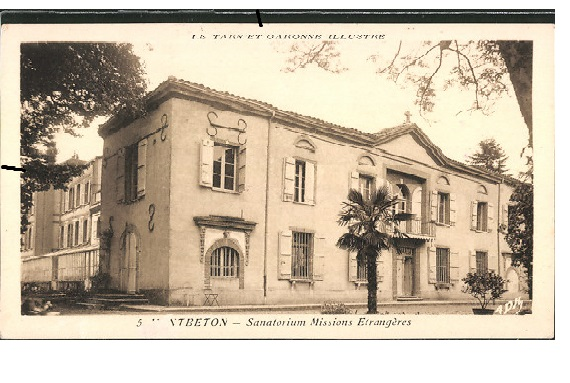
蒙伯通巴黎外方传教会大楼

於1947年12月11日，魏暢茂總主教獲批准榮休，1948年4月1日返回法国。同年6月21日，被任命為領銜土耳其甘格拉總教區總主教。同年8月22日，在豐羅默-奧代約-維亞奉獻弥撒，呼吁法國信徒援助在國共內戰中的中国教會。9月12日，共祭在本篤會聖米歇爾德庫薩修道院舉行的弥撒。
1949年6月27日，搬到塔恩-加龙省的小鎮蒙伯通休養。1952年2月18日，魏暢茂總主教在法國塔恩-加龙省的小鎮蒙伯通去世，享年79岁。埋葬在他的出生地東比利牛斯省埃乌斯。